# Adrapsoides angulata
Adrapsoides angulata là một loài bướm đêm trong họ Noctuidae.